# (4679) Sybil
(4679) Sybil est un astéroïde de la ceinture principale.

## Description
(4679) Sybil est un astéroïde de la ceinture principale. Il fut découvert le 9 octobre 1990 à Siding Spring par Robert H. McNaught. Il présente une orbite caractérisée par un demi-grand axe de 3,04 UA, une excentricité de 0,04 et une inclinaison de 17,4° par rapport à l'écliptique.

## Compléments